# Oxygastra curtisii
Lo smeraldo a macchie arancioni (Oxygastra curtisii Dale, 1834) è una libellula appartenente alla famiglia Synthemistidae, unica specie del genere Oxygastra .

## Descrizione
Le libellule hanno lunghezza va dai 47-54 mm, hanno un'apertura alare 32-35 mm. Sui segmenti da uno a sette e il decimo dell'addome dei maschi, un punto giallo si trova dorsalmente. Nelle femmine, questo a volte si verifica nei segmenti otto e nove. Con l'età, questa macchia si perde.

## Distribuzione e habitat
La specie è diffusa nell'Europa sud-occidentale (Portogallo, Spagna, Francia, Belgio, Lussemburgo, Germania, Italia e Svizzera) e in Marocco.

## Biologia
I maschi pattugliano le rive ma spesso si fermano sul posto durante il volo. Volano da maggio ad agosto, è sospettoso ed ha volo veloce.

### Riproduzione
Le femmine depongono le uova in volo immergendo brevemente il loro addome nell'acqua. Spesso volano attraverso la vegetazione ripariale. Le larve si sviluppano nel fango e vivono lì completamente coperte.

## Conservazione
Questa specie viene classificata come "prossima alla minaccia" (NT) dalla lista rossa IUCN perché è minacciata dall'inquinamento.